# گورستان گلیم کرموسی کلایه
گورستان گلیم کرموسی کلایه در شهرستان املش، بخش رانکوه، روستای موسی کلایه واقع شده و این اثر در تاریخ ۲ آبان ۱۳۸۲ با شمارهٔ ثبت ۱۰۶۳۸ به‌عنوان یکی از آثار ملی ایران به ثبت رسیده است.